# Don't Stop Me Now
Singles de Queen
Bicycle Race / Fat Bottomed Girls
(1978) Mustapha
(1979)
Pistes de Jazz
Leaving Home Ain't Easy More of That Jazz
Don't Stop Me Now est une chanson du groupe britannique Queen, sortie en single en 1979. Écrite par Freddie Mercury, elle est extraite de l'album Jazz sorti l'année précédente.

## Autour de la chanson

Lady Godiva, ici peinte par Adam van Noort (1586), est mentionnée dans la chanson

La chanson est enregistrée en août 1978 dans le studio Super Bear de Berre-les-Alpes en France. Elle est construite autour du piano joué par Mercury, accompagné de la batterie de Roger Taylor et de la guitare basse de John Deacon. La seule contribution à la guitare de Brian May est son solo. 
Don't Stop Me Now fournit un autre exemple des chœurs enregistrés en multiples prises par Freddie Mercury, Brian May et Roger Taylor, après Bohemian Rhapsody et Somebody to Love
Les paroles de la chanson mentionnent Lady Godiva, une noble dame anglo-saxonne du XIe siècle qui selon une légende a traversé les rues de Coventry à cheval, entièrement nue, pour convaincre son époux de diminuer les impôts qu'il prélevait sur les habitants : « I'm a racing car passing by like lady Godiva » (« Je suis une voiture de course déboulant comme lady Godiva »).
Ressortie en single en 2015, elle se vend à 1 800 exemplaires en France.

## Clip
Le clip de la chanson, dirigé par Jorgen Kliebenst, est en fait une interprétation en concert de celle-ci. La vidéo a été filmée lors du passage du groupe au Forest National en Belgique le 26 janvier 1979. Comme la plupart des clips des années 1970, celui-ci est assez primaire : filmé avec une seule caméra, tout le groupe est rassemblé sur la scène afin que les quatre membres tiennent ensemble dans le champ de celle-ci. Mais, contrairement aux autres clips du groupe, le réalisateur n'a pas choisi de se focaliser sur Mercury et les quatre membres ont tous la même importance à l'image. La qualité du clip, tourné sur pellicule et non en vidéo, s'en trouve améliorée.
On peut le trouver sur le DVD Greatest Video Hits 1.

## En concert
En concert, Brian May joue également de la guitare rythmique durant toute la chanson, afin d'y ajouter un son plus rock. Bien que la version studio soit une des chansons de Queen les plus populaires, elle n'a été interprétée que durant les tournées de 1978 et 1979, probablement parce que Brian May ne l'aime pas.
La chanson figure sur l'album Live Around the World (2020) de Queen + Adam Lambert.

## Classements
En 2021, trois chansons de Queen sont classées dans les titres les plus écoutés — et dépassant chacune le milliard d'écoutes cumulées — du site de streaming musical Spotify : Another One Bites the Dust (no 5), Bohemian Rhapsody (no 6) et Don't Stop Me Now (no 7).
| Classements (1979)                     | Meilleure place |
| -------------------------------------- | --------------- |
| Allemagne (GfK Entertainment)          | 35              |
| Belgique (Flandre Ultratop 50 Singles) | 23              |
| États-Unis (Hot 100)                   | 86              |
| France (IFOP)                          | 50              |
| Irlande (IRMA)                         | 10              |
| Pays-Bas (Single Top 100)              | 16              |
| Royaume-Uni (UK Singles Chart)         | 9               |

| Classements (2009-2019)           | Meilleure place |
| --------------------------------- | --------------- |
| Autriche (Ö3 Austria Top 40)      | 38              |
| Belgique (Back Catalogue Singles) | 1               |
| Espagne (PROMUSICAE)              | 77              |
| France (SNEP)                     | 68              |
| Irlande (IRMA)                    | 26              |
| Italie (FIMI)                     | 54              |
| Portugal (AFP)                    | 65              |
| Suède (Sverigetopplistan)         | 37              |
| Royaume-Uni (UK Singles Chart)    | 47              |
| Royaume-Uni (UK Rock Chart)       | 1               |
| Suisse (Schweizer Hitparade)      | 52              |

## Certifications
| Pays              | Ventes      | Certifications |
| ----------------- | ----------- | -------------- |
| Allemagne (BVMI)  | 250 000 +   | Or             |
| Australie (ARIA)  | 350 000 +   | 5 × Platine    |
| Danemark (IFPI)   | 90 000 +    | Platine        |
| États-Unis (RIAA) | 3 000 000 + | 3 × Platine    |
| Italie (FIMI)     | 150 000 +   | 3 × Platine    |
| Royaume-Uni (BPI) | 1 800 000 + | 3 × Platine    |

## Crédits
- Freddie Mercury : chant principal, chœurs et piano
- Brian May : guitare électrique et chœurs
- Roger Taylor : batterie, percussions, tambourin, triangle et chœurs
- John Deacon : guitare basse

## Postérité
En 2014, les lecteurs du magazine Rolling Stone classent la chanson à la troisième place de leurs chansons préférées de Queen.
Selon Jacop Jolij, un chercheur en neuroscience à l'université de Groningue (Pays-Bas), Don't Stop Me Now est la chanson qui rend le plus heureux, en partant du principe qu'elle comporte des paroles positives, qu'elle est composée en mode majeur et sur un rythme de 150 bpm.

### Reprises
Don't Stop Me Now fut reprise par le groupe britannique McFly sur leur troisième album Motion in the Ocean en 2006. Elle est régulièrement reprise par Katy Perry en 2009 pendant la tournée Hello Katy Tour.

### Dans la culture populaire
La chanson a fait partie en 2004 de la bande originale du film Shaun of the Dead : vers la fin du film, alors que les héros sont assiégés par des zombies dans un pub, Don't Stop Me Now est jouée par un jukebox accidentellement déclenché. Les trois survivants frappent les zombies suivant le rythme de la chanson, puis l'un des personnages demande à un autre de « tuer la reine » (« kill the Queen » dans la version originale).
Le 5 septembre 2011, date du 65e anniversaire de la naissance de Freddie Mercury, Google a créé un Google Doodle spécial : un vidéoclip d'animation sur l'air de Don't Stop Me Now, mettant en images les paroles de la chanson ainsi que d'autres scènes emblématiques des clips de Queen.
Une publicité de 2013 pour la société de cartes de paiement VISA l'utilise en habillage sonore.
On peut entendre la chanson dans la série d'animation de 2015 Les Gardiens de la Galaxie.
La chanson est reprise par la chanteuse de l'Orient Express de l'espace, dans l'épisode La Momie de l'Orient-Express (2014) de la série britannique Doctor Who.
La chanson est présente à la fin du film Hardcore Henry, lors de la scène de combat final du personnage principal contre une armée d'hommes cyborgs.
Une publicité de fin 2017 pour Orange l'utilise en habillage sonore, montrant un père Noël dansant sur le titre,. Il en est de même pour une publicité a l'occasion du Superbowl 2019 pour Amazon Alexa.
En 2018, la chanson est jouée à la fin du film Bohemian Rhapsody, et continue pendant le générique.
En 2019, la chanson apparaît dans une scène du film Shazam!.
En 2020, la chanson est présente au début du film Sonic, le film. On peut également l'entendre dans l'épisode 6 de la 4e saison de 9-1-1.
Depuis le 23 avril 2021, Don't Stop Me Now est la musique du générique de l’émission de télévision Télématin, sur France 2,.